# Leslie Bibb
Leslie Louise Bibb (født 17. november 1974) er en amerikansk model og skuespiller.

## Filmografi
| År   | Titel                                       | Rolle               | Noter                                     |
| ---- | ------------------------------------------- | ------------------- | ----------------------------------------- |
| 1997 | Private Parts                               | WNBC Tour Guide     |                                           |
| 1997 | Touch Me                                    | Fawn                |                                           |
| 1999 | This Space Between Us                       | Summer              |                                           |
| 2000 | The Young Unknowns                          | Cassandra           |                                           |
| 2000 | The Skulls                                  | Chloe Whitfield     |                                           |
| 2001 | See Spot Run                                | Stephanie           |                                           |
| 2006 | Wristcutters: A Love Story                  | Desiree             |                                           |
| 2006 | Talladega Nights: The Ballad of Ricky Bobby | Carley Bobby        |                                           |
| 2007 | My Wife Is Retarded                         | Julie               | Short film                                |
| 2007 | Sex and Death 101                           | Dr. Miranda Storm   | Direct-to-video                           |
| 2008 | Iron Man                                    | Christine Everhart  |                                           |
| 2008 | The Midnight Meat Train                     | Maya                |                                           |
| 2008 | Trick 'r Treat                              | Emma                | Direct-to-video                           |
| 2009 | Confessions of a Shopaholic                 | Alicia Billington   |                                           |
| 2009 | Law Abiding Citizen                         | Sarah Lowell        |                                           |
| 2010 | Iron Man 2                                  | Christine Everhart  |                                           |
| 2010 | Miss Nobody                                 | Sarah Jane McKinney | Boston Film Festival — Best Actress Award |
| 2011 | Zookeeper                                   | Stephanie           |                                           |
| 2011 | A Good Old Fashioned Orgy                   | Kelly               |                                           |
| 2012 | Meeting Evil                                | Joanie              |                                           |
| 2013 | Movie 43                                    | Wonder Woman        | Segment "Superhero Speed Dating"          |
| 2013 | Hell Baby                                   | Vanessa             |                                           |

| År        | Titel              | Rolle                                  | Noter |
| --------- | ------------------ | -------------------------------------- | --- |
| 1996      | Pacific Blue       | Nikki                                  | Episode "Wheels of Fire"                                                                                                   |
| 1996      | Home Improvement   | Lisa Burton                            | Episode "No Place Like Home"                                                                                               |
| 1997      | Just Shoot Me!     | Nikki                                  | Episode "Secretary's Day"                                                                                                  |
| 1997      | Fired Up           | Lana                                   | Episode "The Rules" |
| 1997      | The Big Easy       | Janine Rebbenack                       | 13 episoder |
| 1998      | Astoria            |                                        | TV pilot |
| 1998      | Something So Right | Tina                                   | Episode "Something About a Double Standard"                                                                                |
| 1998      | Early Edition      | Emily Harrigan                         | Episode "Lt. Hobson, U.S.N."                                                                                               |
| 1999      | Sons of Thunder    | Nancy Jones                            | Episode "Daddy's Girl" |
| 1999–2001 | Popular            | Brooke McQueen                         | 43 episoder Teen Choice Award for Television Choice Actress Nominated—Young Hollywood Award for Exciting New Face – Female |
| 2002–2003 | Skadestuen         | Erin Harkins                           | 8 episoder |
| 2003–2004 | Line of Fire       | Paige Van Doren                        | 13 episoder |
| 2004      | Capital City       | Paige Armstrong                        | TV pilot |
| 2004      | Nip/Tuck           | Naomi Gaines                           | Episode "Naomi Gaines" |
| 2005      | Hitched            | Emily                                  | TV pilot |
| 2005–2007 | Crossing Jordan    | Det. Tallulah 'Lu' Simmons             | 14 episoder |
| 2007      | CSI: Miami         | Beth Selby/Cayla Selby/Ashley Whitford | Episode "Triple Threat" |
| 2007      | Entourage          | Laurie                                 | Episode "Gotcha!" |
| 2007      | Atlanta            | Jessica                                | TV pilot |
| 2009      | Kings              | Katrina Ghent                          | 5 episoder |
| 2010      | The League         | Meegan                                 | Episoder "The Draft" and "The Anniversary Party"                                                                           |
| 2012      | GCB                | Amanda Vaughn                          | hovedrolle, 10 episoder.                                                                                                   |
| 2014      | The Following      | Jana Murphy                            | Episode "Family Affair" |
| 2014      | About a Boy        | Dakota                                 | |